# Natalia Wałęsiak
Natalia Wałęsiak (née Narożna le 20 mars 1988 à Wągrowiec) est une joueuse de volley-ball polonaise. Elle mesure 1,66 m et joue libéro. 

## Clubs
| Club                                 | Pays    | De        | À         |
| ------------------------------------ | ------- | --------- | --------- |
| UKS Zielone Wzgórza Murowana Goślina | Pologne |           |           |
| AZS AWF II Poznań                    | Pologne |           | 2006-2007 |
| AZS AWF Poznań                       | Pologne | 2007-2008 | 2008-2009 |
| Murowana Goślina                     | Pologne | 2009-2010 | …         |